# Hrabstwo San Juan (Utah)

Piramida wieku hrabstwa

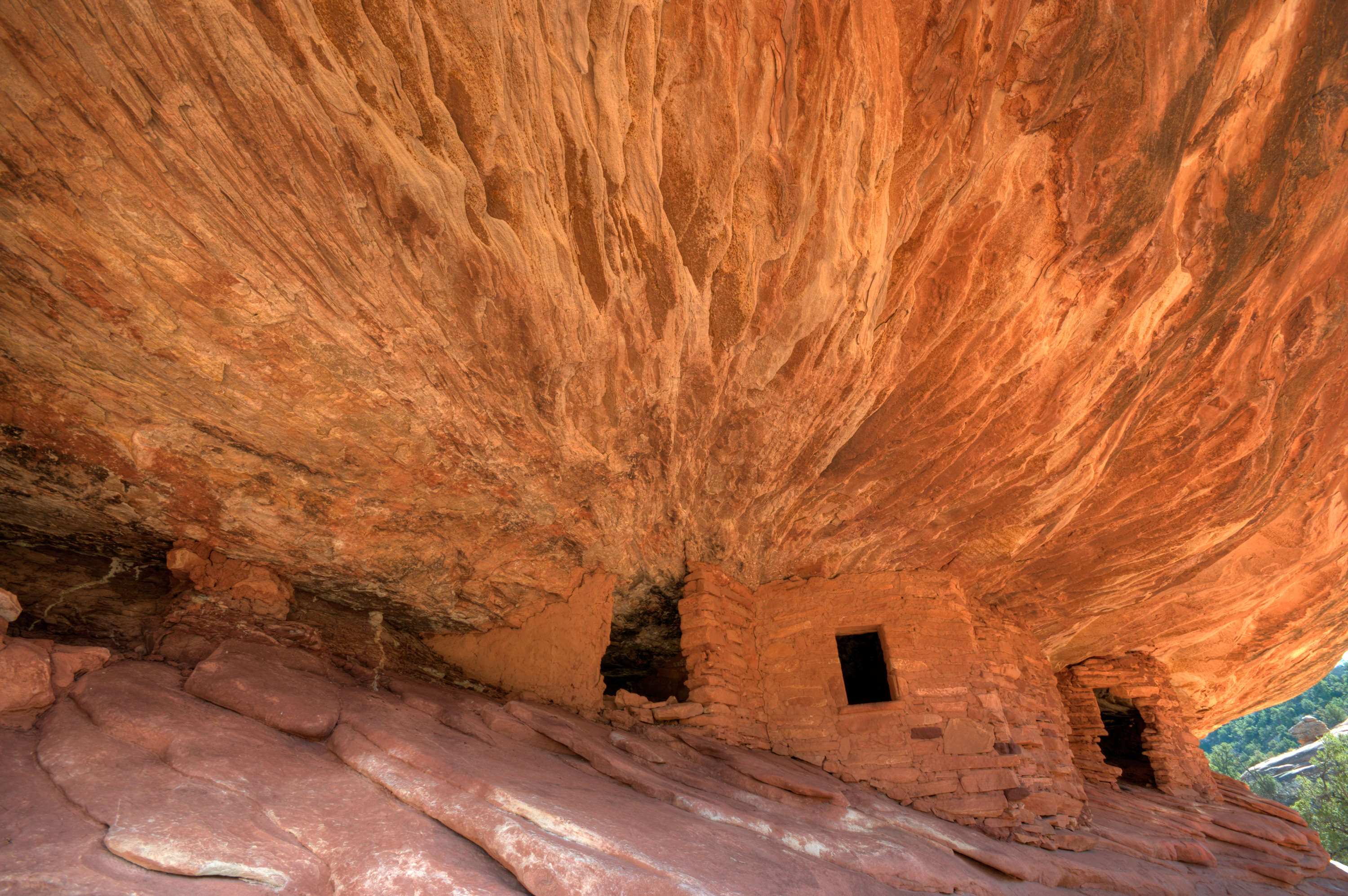
Jedno z wielu miejsc w hrabstwie których znajdują się ruiny domów Indian Anasazi.

Hrabstwo San Juan (ang. San Juan County) – hrabstwo w stanie Utah w Stanach Zjednoczonych. Hrabstwu nazwano na cześć apostoła Jana, przez hiszpańskich odkrywców. 
Jest to największe pod względem powierzchni hrabstwo w stanie Utah. Na terenie hrabstwa znajduje się zarówno narodowe jak i stanowe parki chronione.
Są to m.in. Park Narodowy Canyonlands (część), Park stanowy Goosenecks, Natural Bridges National Monument.
Na terenie hrabstwa leżą góry La Sal Mountains wchodzące w skład obszaru chronionego Manti-La Sal National Forest

## Miasta
- Blanding
- Monticello

## CDP
- Aneth
- Bluff
- Halchita
- Halls Crossing
- La Sal
- Mexican Hat
- Montezuma Creek
- Navajo Mountain
- Oljato-Monument Valley
- Spanish Valley
- Tselakai Dezza
- White Mesa